# Hoda Soltane
Hoda Soltane ou Houda Soltane, de son vrai nom Bahiga Abd El Aal (en arabe : بهيجة عبد السلام عبد العال, Bahiga ‘abd al-‘āl), est une actrice égyptienne, née en 1925 à proximité de Tanta, et morte en 2006.

## Biographie
Née le 15 août 1925 au sein d'une famille paysanne dans un village de la région de Tanta, au nord de l'Égypte, elle est la sœur cadette du chanteur et compositeur Mohamed Fawzi. Ce frère lui ouvre la voie à une carrière dans le milieu artistique,.
Encore adolescente, elle est amenée à un premier mariage. Devenue animatrice et chanteuse à la radio, elle fait ses débuts au cinéma en 1950 dans un film de Niazi Mostafa, Sit El-Houssn (La Belle), où le rôle principal est tenu par Layla Fawzi. Elle obtient un rôle principal en 1951 Houkm al-qawi (La Raison du plus fort), film de Hassan al-Imam. Niazi Mostafa, qui va faire appel à elle régulièrement, lui confie aussi un rôle principal dans Hamido en 1953, puis dans Taxi al-gharâm (Le Taxi de l'amour), en 1954. Elle enchaîne ensuite les tournages, chantant bien souvent dans ses films, interprétant des rôles d'innocente, ou encore de séductrice, devenant une star du cinéma égyptien. 

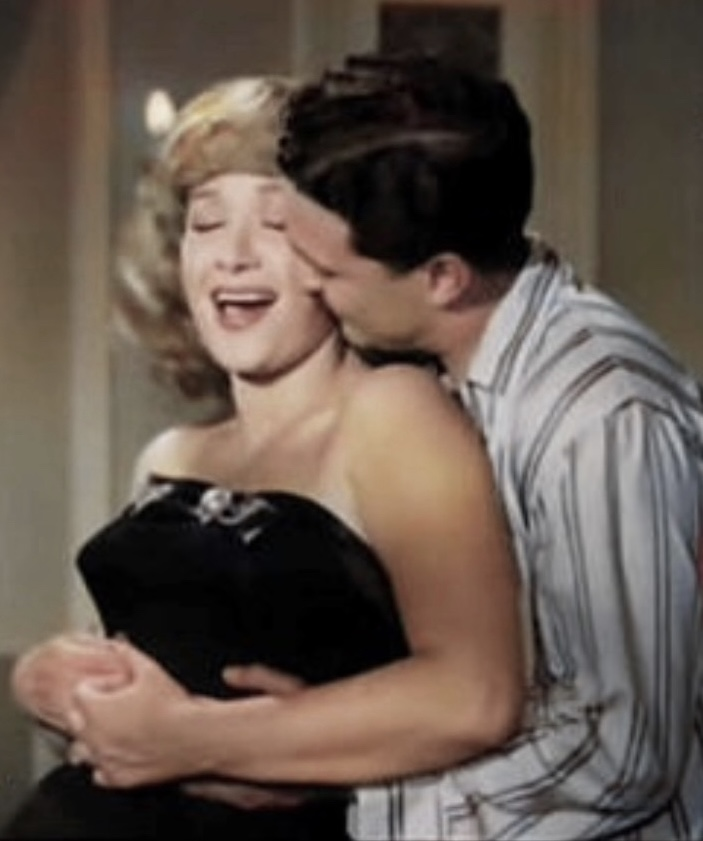
Hoda Soltane avec Salah Zulfikar dans une scène romantique dans Femmes interdites (1959).

Elle se marie une deuxième fois, puis une troisième fois, dans des unions qui durent peu de temps, puis épouse en quatrièmes noces l'acteur, scénariste et producteur Farid Shawki, avec qui elle reste mariée une quinzaine d'années. Ils forment un duo d'acteurs qui se retrouvent dans une vingtaine de films à partir des années 1950 : comme dans al-Ousta Hassan (Le Contremaître Hassan), dans Foutouwwat al-Housseiniyya (Les Costauds d'al-Housseiniyya), dans Ga'alounî mougriman (Ils ont fait de moi un assasin),  dans Rasîf nimra khamsah (Quai numéro cinq) où elle interprète une épouse dévouée, ou encore dans Port Sa'îd (Port Saïd),.
À partir des années 1960, elle tourne aussi pour la télévision et interprète des rôles au théâtre. Son dernier mari est l'homme de théâtre Hassane Abdel-Salam. Le cinéma égyptien dépendant de plus en plus de l'argent des émirs du Golfe, les stars choississent des rôles en conséquence. Houda Soltane porte le voile  à l'écran à partir des années 1990,,. 
Elle meurt le 5 juin 2006, au Caire.

## Filmographie (extrait)
- 1950 : Sit El-Houssn (La Belle), film de Niazi Mostafa
- 1951 : Houkm al-qawi (La Raison du plus fort), film de Hassan al-Imam.
- 1952 : al-Ousta Hassan (Le Contremaître Hassan), film de Salah Abou Seif.
- 1953 : Hamido, film de Niazi Mostafa.
- 1954 : Foutouwwat al-Housseiniyya (Les Costauds d'al-Housseiniyya), film de Niazi Mostafa.
- 1954 : Ga'alounî mougriman (Ils ont fait de moi un assasin), film de Atif Salem.
- 1956 : Rasîf nimra khamsah (Quai numéro cinq), film de Niazi Mostafa.
- 1957 : Port Sa'îd (Port Saïd), film de Ezz Eddine Zoulficar.
- 1958 : Imra'ah fî-l-tarîq (Une femme sur la route), film de Ezz Eddine Zoulficar.
- 1959 : Nessaa Muharramat (Femmes interdites), film de Mahmoud Zulfikar.
- 1959 : Qâti' tarîq (Le Bandit de grand chemin), film de Hassan al-Saïfi
- 1960 : Zawgah min al-châri' (Épouse de la rue), film de Hassan al-Imam.
- 1970 : Dalâl al-massriyyah (Dalal l’Egyptienne), film de Hassan al-Imam.
- 1971 : Chay' fi sadrî (Quelque chose dans mon cœur), film de Kamal al-Cheikh.
- 1973 : Al-Soukkariyya, film de Hassan al-Imam.
- 1976 : 'Awdat al-ibn al-dâll (Le Retour de l'enfant prodigue), film de Youssef Chahine.
- 1980 : Chifâh lâ ta'rif al-khadib (Des lèvres qui ignorent le mensonge), film de Mohamed Abdel Aziz.
- 1985 : al-Wada' yâ Bonaparte (Adieu Bonaparte), film de Youssef Chahine.
- 1990 : Alexandrie encore et toujours, film de Youssef Chahine.